# ケレタロ州

ケレタロ州
Estado Libre y Soberano de Querétaro

ケレタロ州 (Querétaro) は、メキシコ北中部の州。州都はサンティアゴ・デ・ケレタロ。バヒオ地区に位置し、北でサンルイスポトシ州と、西でグアナファト州と、東でイダルゴ州と、南東でメヒコ州と、南西でミチョアカン州とそれぞれ隣接する。人口は236万8467人（2020年国勢調査）。カデレイタやハルパン・デ・セラといった古都がある。
メキシコでも小さい州のひとつであるが、砂漠から熱帯雨林まで多様な地形が広がる。歴史的にはメソアメリカの北端にあたり、州南部はタラスカ王国やアステカ帝国の勢力圏であったが、実質的に支配されることはなかった。州北部のシエラ・ゴルダ地方には、帝国から独立した都市国家が割拠していた。
州の正式名称は長年ケレタロ・アルテアガ州 (Querétaro Arteaga) であったが、2008年にケレタロ州 (Querétaro) に名実とも簡略化された。